# Edoardo Vercellesi
Edoardo Vercellesi (Milano, 10 aprile 1997) è un telecronista sportivo e giornalista italiano.

## Biografia
Si è laureato in scienze della comunicazione all'Università degli studi di Milano.
Dopo aver intrapreso la carriera giornalistica a soli 15 anni, viene notato da Guido Meda e nel 2016 inizia a collaborare con Sky Sport, commentando per la rete le gare del Campeonato de España de Velocidad, affiancando Paolo Beltramo al microfono. Dal 2019, dopo l'acquisizione da parte di Sky Italia dei diritti per la trasmissione delle gare del Campionato mondiale Superbike, commenta in diretta le gare del campionato assieme a Max Temporali. Nel 2022 riceve dalla rivista Motosprint il "Casco d'oro" come miglior telecronista emergente.
Nel 2025 scrive e dirige per Sky Sport il documentario 916, dedicato alla Ducati 916.

## Opere

### Documentari
- 916 (2025)